# Daniel Munduruku
Daniel Munduruku, född 28 februari 1964, är en brasiliansk författare. Han tillhör Munduruku-folket, ett av ursprungfolken vid Amazonfloden. Munduruku föddes i Belém i delstaten Pará.
Munduruku har 2014 gett ut mer än 45 böcker, däribland prisbelönade barnböcker om livet och sägnerna hos ursprungsbefolkningen. Han har doktorerat i pedagogik vid Universitetet i São Paulo och har en mastersgrad i kulturantropologi.
Munduruku har en yrkesbana som lärare bakom sig och är 2014 direktör vid Museu do Índio (ungefär ”Indianmuseet”) i Rio de Janeiro.
Han är (2014) ännu inte publicerad på svenska.